# Ropica caenosa
Ropica caenosa là một loài bọ cánh cứng trong họ Cerambycidae.